# Église orthodoxe russe en exil
L'Église orthodoxe russe en exil (EORE, russe : Русская Православная Церковь в изгнании) est une Église orthodoxe née d'un schisme de l'Église orthodoxe russe hors frontières en 2001.
L'Église est sans métropolite depuis 2006, Vitaly Oustinov étant décédé le 25 septembre 2006. Sa résidence se situait à Montréal au Canada.

## Histoire
L'ancien primat de l'Église orthodoxe russe hors frontières, Mgr Vitaly, à la retraite, pensant que l'union au patriarcat de Moscou signifie l'abandon pur et simple des positions doctrinales tenues jusqu'alors, décide de prendre la tête des opposants au rapprochement avec le patriarcat de Moscou et devient le primat de l'Église russe en exil en novembre 2001.

## Organisation

### Synode
- Celui de l'Évêque Vladimir de San Francisco et de l'Ouest des États-Unis : EORE-V
  - Évêque Anastasy de Vladivostok et de l'Extrême-Orient (dissidence en octobre 2015[1] intègre le synode de l'Église orthodoxe russe hors frontières - Autorité suprême provisoire de l'Église en octobre 2016[2])
  - Évêque Victor (Parbus) de Saint-Pétersbourg et Nord de la Russie.
  - Évêque Alexis (Pergamentsev) de Soltanovsky  et de Moldavie.
  - Évêque Tikkon (Antonov) de Vassilkovsky et vicaire de Moldavie

## Schismes

Ligne du temps, en anglais, contenant notamment les Églises ayant quitté l'EORE.

### Vraie Église orthodoxe russe - Synode lazarite
Premier schisme, 2002 : la Vraie Église orthodoxe russe - Synode lazarite

### EORE-A et A/D
Second schisme, juin 2006 : EORE-A
- Celui de l'Archevêque Antony (Orlov) 
  - Évêque Viktor (Pivovarov) de Slaviansk et du Sud de la Russie (dissidence en décembre 2009)
  - Évêque Stephane (Babayev)
  - Évêque Athanase (Jioudjda)

De l'EORE-A, fit schisme en septembre 2007 l'EORE-A/D
- Celui de l'Évêque Damaskin (Balabanov) décédé en janvier 2021[3].

Depuis sa mort division en deux.
D'un côté :
- l'Archevêque Vasily (Kirillov) proche[5] des vieux croyants.
- l'évêque Jean (Zinoviev[6])

Et de l'autre :
- l'évêque Vladimir (Matveev)
- l'évêque Stefan (Usachev) depuis mai 2021[7]
- l'évêque  Michael (Platitsyn) depuis mai 2021[8]
- Évêque Grégoire (Krentsiv)

### EORE-Moldavie[9]
Troisième schisme, avril 2008 : EORE-V/A (Biserica Adevărat-Ortodoxă din Moldova)
- Celui de l'Évêque Antony de Beltsk et de la Moldavie    
  - Évêque Roman (Apostolescu) de Bruxelles (mort en juillet 2012[10])

### EORE V-F, V-F (S) et V-F (R)
Quatrième schisme, octobre 2015 : EORE V-F
- Celui de l'Évêque Filaret II[13] (Pierre Semienov[14]) de Sydney et d'Australie et Nouvelle-Zélande.
  - Archevêque Nicolas (Borisenko) de Briansk et de la Russie du Nord.
  - Évêque Luc (Danilov) du Caucase.
  - Évêque Martin (Lapkovski) d'Aleksine et Sud de la Russie[15] (jusqu'en octobre 2016[16])
  - Évêque Cassien (Moukhine) de Marseille et de l'Europe de l'Ouest.(mis à la retraite en février 2016[17] à la suite de son adhésion à l'Église orthodoxe de France).

De l'EORE V-F, fit schisme en août 2020 l'EOR V-F (R) 
- Archevêque Séraphim (Skouratov) de Birmingham (jusqu'en septembre 2018[19] EORE-V/A) et d'Europe, primat par intérim[20].
- Archevêque Filaret (Rozhnov) de Moscou et de la Russie orientale
- Évêque Seraphim (Korabelsky) d'Akhtyr et de la Petite Russie
- Évêque Seraphim (Koshel) de Yeisk et du sud de la Russie (mort en octobre 2021[21])
- Évêque Zosima (Moroz) de Saint-Pétersbourg et du nord de la Russie
- Évêque George (Yablokov) de Sotchi
- Évêque Roman (Gromov) de Varna et d'Europe depuis octobre 2023[22]
- Évêque Gabriel (Tsyganenko) de Russko-Polyansky depuis octobre 2023[23]

Le reste de l'EORE est resté sous la direction de Évêque Filaret II (Pierre Semienov), et peut être abrégé EORE V-F (S).